# Indicação Geográfica Protegida

Versão portuguesa do logotipo que acompanha os produtos com Indicação Geográfica Protegida (IGP) pela União Europeia.

Indicação Geográfica Protegida (IGP) é uma classificação ou certificação oficial regulamentada pela União Europeia atribuída a produtos gastronómicos ou agrícolas tradicionalmente produzidos numa região.
Essa classificação garante que os produtos foram produzidos na região que tornou conhecidos e cujas características, qualidade e modos de confecção estejam de acordo com as tradições que os fizeram famosos.

## Produtos IGP
Entre os produtos com IGP, encontramos exemplos como:
- Cabrito do Alentejo [2]
- Carne dos Açores [3]
- Feijão de Sorana[4]
- Queijo mestiço de Tolosa [5]
- Ovos Moles de Aveiro [6]
- Pastel de Chaves[7]

## Definições noutros países
| País          | Acrónimo                             | Definição                                                                                        |
| Áustria       | g.g.A.                               | geschützte geographische Angabe                                                                  |
| Bélgica       | (em francês) IGP (em neerlandês) BGA | (em francês) Indication Géographique Protégée (em neerlandês) Beschermde Geografische Aanduiding |
| Dinamarca     | BGB                                  | Beskyttet geografisk betegnelse                                                                  |
| Alemanha      | g.g.A.                               | geschützte geographische Angabe                                                                  |
| Grécia        | ΠΓΕ                                  | Προστατευοµενη Γεωγραϕικη Ενδειξη                                                                |
| Finlândia     | SMM                                  | Suojattu maantieteellinen merkintä                                                               |
| França        | IGP                                  | Indication Géographique Protégée                                                                 |
| Irlanda       | PGI                                  | Protected Geographical Indication                                                                |
| Luxemburgo    | IGP                                  | Indication Géographique Protégée                                                                 |
| Países Baixos | BGA                                  | Beschermde Geografische Aanduiding                                                               |
| Polónia       | ChOG                                 | Chronione Oznaczenie Geograficzne                                                                |
| Portugal      | IGP                                  | Indicação Geográfica Protegida                                                                   |
| Reino Unido   | PGI                                  | Protected Geographical Indication                                                                |
| Espanha       | IGP                                  | Indicación Geográfica Protegida                                                                  |
| Suécia        | SGB                                  | Skyddad geografisk beteckning                                                                    |
| Hungria       | OFJ                                  | Oltalom alatt álló földrajzi jelzés                                                              |